# Antoine Lumière
Pour les articles homonymes, voir Lumière.
Antoine Lumière, né le 13 mars 1840 à Ormoy (Haute-Saône) et mort le 15 avril 1911 à Paris, est un peintre, photographe et homme d'affaires français. Il est le père d'Auguste et Louis Lumière.

## Biographie
Né à Ormoy (Haute-Saône), il est fils de Nicolas Lumière, vigneron, et de Louise Huguenin, sage-femme. Il se retrouve orphelin à l'âge de 14 ans, ses parents étant morts du choléra. Il arrive à Paris en 1857 et devient peintre en enseignes chez Auguste Constantin. Il imagine notamment le fameux logo rouge du photographe Nadar en 1861, dont il devient l'ami.
Marié le 24 octobre 1861 à la mairie du 5e arrondissement de Paris et en l’église Saint-Étienne-du-Mont avec Jeanne-Joséphine Costille, Antoine Lumière part ensuite pour Lyon afin d'essayer de se mettre à son compte. Ayant essuyé de nombreux échecs dans la recherche de prêteurs pour mener à bien son projet, il décide en 1862 de tenter sa chance à Besançon où la famille emménage au no 1 de la place Saint-Quentin, aujourd'hui place Victor Hugo, en face de la maison natale de l'écrivain. Dans cette ville, naissent ses deux fils, Auguste en 1862 et Louis en 1864, que l’histoire retiendra sous le nom des frères Lumière.
Antoine Lumière se fait connaître pour la qualité de ses clichés, mais la guerre de 1870 contre le royaume de Prusse et ses alliés allemands, qui se termine par une défaite française et la perte de l’Alsace-Moselle, l’incite à s’éloigner des territoires de l’Est de la France. Il opère aussi comme photographe ambulant à Porrentruy, dans l'actuel canton du Jura (Suisse), de 1868 à 1869, photographiant au lieu-dit « Le Tirage » les notables de la petite ville, se mêlant aussi à la vie associative (il chante souvent des chants patriotiques lors de bals populaires).
Il revend son matériel à Joseph Enard de Delémont lorsqu'il retourne s'installer à Lyon, où son atelier devient rapidement un lieu recherché par les nantis qui veulent être immortalisés dans des photographies aux qualités artistiques évidentes. Antoine Lumière complète son offre par la vente de plaques photographiques vierges, car la pratique domestique de la photographie devient un hobby qui témoigne des moyens et de la réussite de toute personne de qualité. Il associe ses deux fils, qui ont suivi des études fructueuses d’ingénieur, à cet aspect de son commerce et le cadet, Louis, met au point ce qui va devenir le produit-phare et le moteur de la richesse familiale : les plaques photographiques noir et blanc sèches, qui permettent les prises de vues instantanées, un procédé qu’ils exploitent sous le nom d’Étiquette bleue. Antoine Lumière acquiert alors un immense terrain, dans la banlieue de Lyon, à Monplaisir, où il fait bâtir les premières usines Lumière.
À l’automne 1894, il fait un voyage à Paris où il assiste notamment à une démonstration du Kinétoscope mis au point par Thomas Edison et William Kennedy Laurie Dickson, l’appareil qui permet de visionner individuellement les premiers films du cinéma, enregistrés avec le Kinétographe. L'Institut Lumière est particulièrement clair au sujet de l’inspiration qui naît de ce voyage : « Il est bien difficile de déterminer précisément le moment à partir duquel les frères Lumière ont commencé à travailler sur la projection d’images animées, leurs souvenirs sur ce point étant contradictoires. Le Kinétoscope Edison est en revanche toujours cité comme point de départ de leurs réflexions visant à rendre visible par un public, et non plus individuellement, des images animées : ce n’est donc qu’à partir de septembre 1894 qu’ils ont pu, ou leur père Antoine, voir cette nouvelle attraction à Paris ». De retour à Lyon, Antoine Lumière demande à ses fils d’interrompre provisoirement leurs recherches sur les plaques couleurs sèches (qui aboutissent cependant en 1903, avec un nouveau produit choc : les autochromes Lumière), et les incite à mettre au point un procédé capable lui aussi d’enregistrer des images photographiques animées, et de les reproduire en mouvement par le biais d’une projection sur un écran, à la manière des lanternes magiques, et du Théâtre optique d'Émile Reynaud, qui projette à la même époque depuis 1892 ses Pantomimes lumineuses (les premiers dessins animés de l'histoire du cinéma), dans le Salon fantastique du musée Grévin, à deux pas de la démonstration du Kinétoscope. Le morceau de pellicule que lui ont gracieusement donné les représentants d’Edison, est à la fois un encouragement à mieux faire, mais aussi une mise en garde : l’invention des deux rangées de quatre perforations rectangulaires qui bordent le ruban de celluloïd de 35 mm de large, et qui permettent son entraînement linéaire, a fait l’objet de plusieurs dépôts de brevets industriels internationaux de la part d’Edison. Antoine Lumière, aussi bien que ses fils, sait qu’ils ne peut contrefaire ces perforations. C’est pour cette raison que les premières « vues photographiques animées » des Lumière sont enregistrées sur une pellicule maison à deux rangées de perforations rondes, à raison d’un seul jeu par photogramme. Cette pellicule Lumière devient bientôt obsolète, et les vues seront reproduites sur un film standard, quand l’ensemble de la profession a défini le format Edison comme format international, en 1903. À cette époque, les Lumière ont, depuis déjà un an, abandonné leur production de films.
Les deux frères, ainsi que la presse, nomment leur appareil le Kinétographe Lumière (appelé parfois le Kinétoscope Lumière), en référence aux premières machines du cinéma. Ainsi, le 26 décembre 1894, on peut lire dans le journal Lyon républicain que les frères Lumière « travaillent actuellement à la construction d’un nouveau kinétographe, non moins remarquable que celui d’Edison, et dont les Lyonnais auront sous peu, croyons-nous, la primeur ». Antoine Lumière, lui, propose de baptiser la nouvelle machine : Domitor, un nom qui fait espérer la conquête du marché. Mais ce sont les deux frères qui ont le dernier mot et rachètent à un certain Léon Bouly qui n’a pas su faire aboutir ses recherches, l’appellation Cinématographe, qui devient la marque de leur invention : le Cinématographe Lumière. Après plusieurs présentations aux professionnels de l’industrie photographique et à un public choisi de la résidence d’été de la famille, à La Ciotat, il est décidé de lancer une série de projections destinées au grand public (en fait, au public aisé, seul capable d’acheter un cinématographe et des vues déjà impressionnées). Le Grand café, situé boulevard des Capucines à Paris, accepte pour une somme journalière forfaitaire de leur louer le Salon indien, en sous-sol de l’établissement. Le 28 décembre 1895, lors de la première projection au Salon indien du Grand Café avec Clément Maurice comme opérateur, les deux fils honorent leur père en le chargeant de tourner lui-même la manivelle du cinématographe. Le succès est foudroyant, bientôt il faut demander l’aide de la police pour contenir les milliers de spectateurs qui font la queue à chaque séance.
Antoine Lumière et Jeanne-Joséphine Costille ont quatre autres enfants : Jeanne née 1870, Juliette en 1873, France en 1883 et Édouard en 1884.